# ベインティシンコ・デ・マヨ級重巡洋艦
| ベインティシンコ・デ・マヨ級重巡洋艦                     | ベインティシンコ・デ・マヨ級重巡洋艦 |
| -------------------------------------------------------- | --- |
| 煙突を交換した後の「ベインティシンコ・デ・マヨ」         | |
| 艦級概観                                                 | |
| 艦種                                                     | 重巡洋艦 |
| 艦名                                                     | |
| 前級                                                     | ジュゼッペ・ガリバルディ級 |
| 次級                                                     | |
| 性能諸元（データは「ベインティシンコ・デ・マヨ」のもの） | |
| 排水量                                                   | 基準：6,800トン 常備：8,200トン 満載：9,000トン                                                                                                   |
| 全長                                                     | 170.8m |
| 水線長                                                   | 163.2m |
| 全幅                                                     | 17.82m |
| 吃水                                                     | 4.66m |
| 機関                                                     | ヤーロー式重油専焼水管缶 +パーソンズ式ギヤード･タービン2基2軸推進                                                                                 |
| 最大 出力                                                | 85,000hp |
| 最大 速力                                                | 32.0ノット |
| 航続 距離                                                | 14ノット/8,030海里 |
| 燃料                                                     | 重油：2,300トン（満載） |
| 乗員                                                     | 600～780名 |
| 兵装                                                     | OTO 1931年型 19cm（52口径）連装砲3基 OTO 1930.年型 10cm（47口径）連装高角砲 ヴィッカーズ 4cm（39口径）単装ポンポン砲6基 53.3cm三連装魚雷発射管2基 |
| 装甲                                                     | 舷側：50mm（水線部） 甲板：25mm（主甲板） 主砲塔：50mm（最厚部） 司令塔：65mm（最厚部）                                                           |
| 航空兵装                                                 | グラマン J2F ダック水上機2機 |

ベインティシンコ・デ・マヨ級重巡洋艦（Veinticinco de Mayo class cruiser) は、アルゼンチン海軍の重巡洋艦の艦級である。

## 概要
本艦はアルゼンチン海軍が自国の沿岸警備のためにジュゼッペ・ガリバルディ級装甲巡洋艦以来、再びイタリアに発注された艦級である。第一次世界大戦後のアルゼンチンは仮想敵であるブラジルとチリに対して海軍力で優位に立つことで政治的に有利な立場に立つことを企図した。そこで、1926年にアルゼンチン政府は7500万ペソに及ぶ海軍予算を費やして海軍拡張に踏み出した。本級は1936年度計画で3番艦を予定したが、後に軽巡洋艦を購入する事となり、これが「ラ・アルヘンティーナ」となった。本級の就役後は南太平洋で領海警備および親善航海活動に従事した。

## 艦形

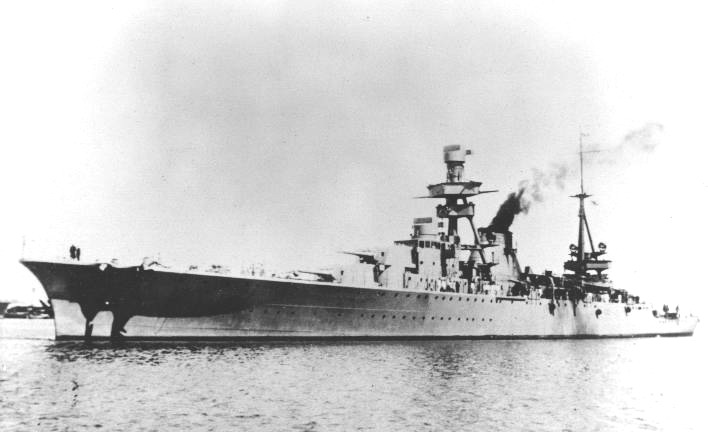
左舷側から撮影された「アルミランテ・ブラウン」。

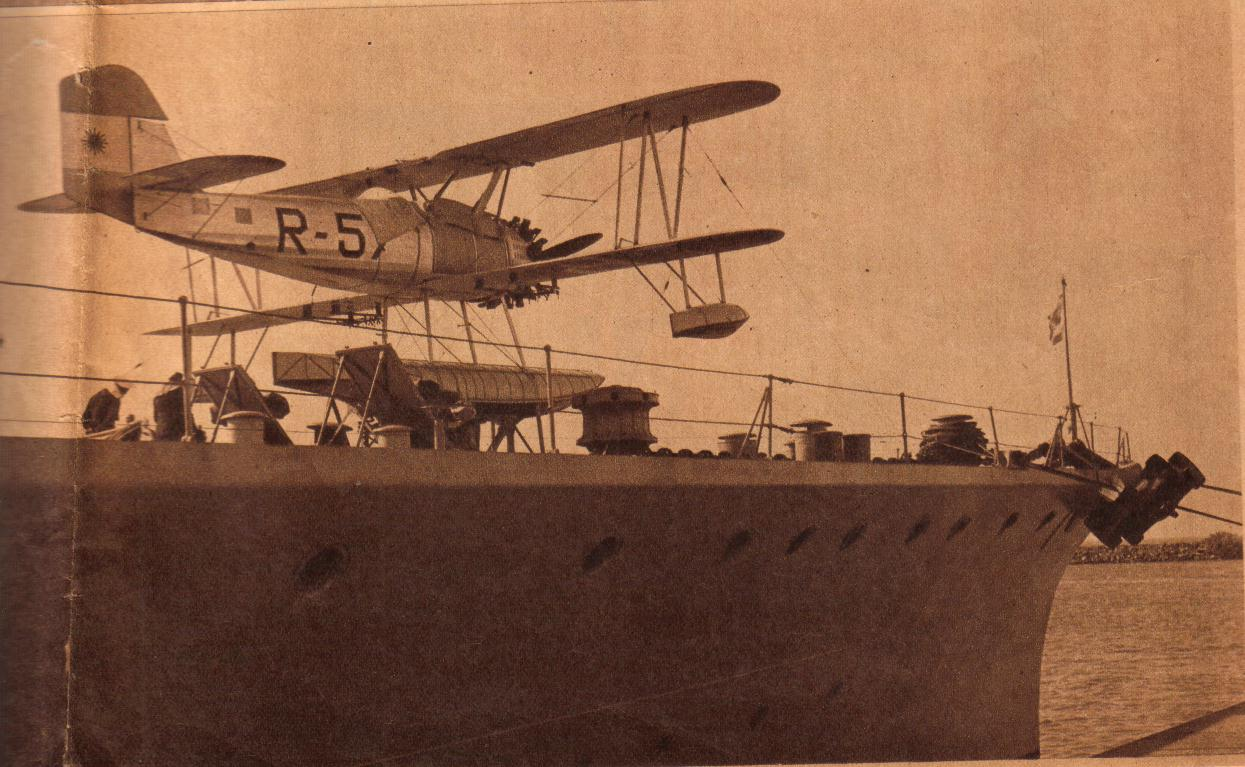
艦首のカタパルト上の水上機

本級の船体形状はトレント級重巡洋艦を元にしているが元設計の平甲板型ではなく乾舷の高い長船首楼型船体で凌波性は良好であった。やや傾斜したクリッパー型の艦首甲板の内部には水上機2基を格納しておける格納庫が設けられており、甲板上に引き出された水上機は艦首甲板に埋め込まれたカタパルトにより射出し、右舷側に設けられたクレーンで揚収された。
その後に主砲としてOTO 1931年型 19cm（52口径）砲を連装砲塔に収めて背負い式配置で2基を配置。三脚式の前檣には三段の見張り所が設けられ、頂上部に測距儀を配置した。舷側甲板上にはOTO 1930年型 10cm（47口径）高角砲が連装砲架で等間隔に片舷3基ずつ計6基配置されていた。そこから甲板1段分下がって19cm連装砲塔が後向きに1基が配置された。
就役後に運用実績に基づいた改装が行われ、前部マストの高さを減じると共に後部マストが高くされた。1937年には艦首の格納庫が廃止され、替りに1939年に煙突の背後に旋回式のカタパルトが新設された。また同時期に煙突の上部が延長されて高くなった。1940年代にイギリス製の285型レーダーが装備された。

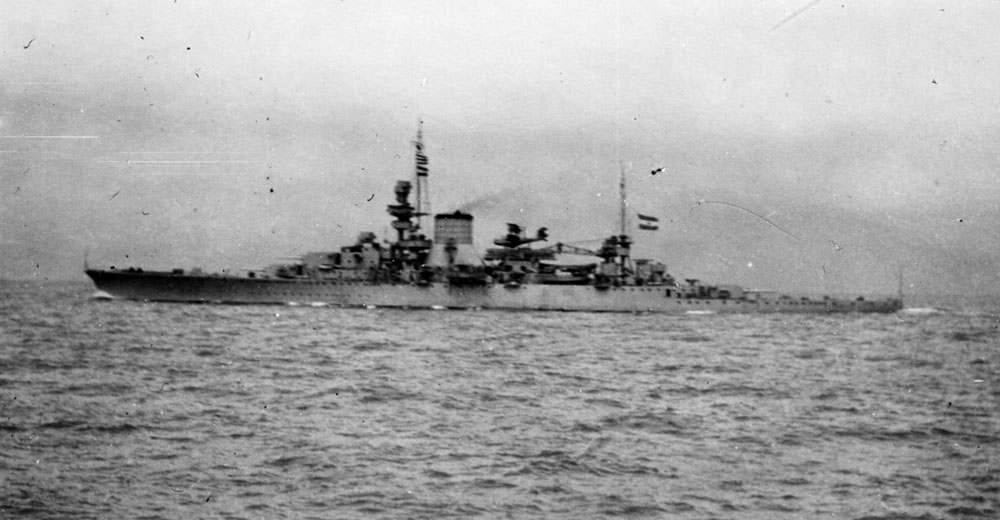
1955年に撮られた近代化改装後の「アルミランテ・ブラウン」。

1950年6月には4cmポンポン砲の全てが撤去され、新たにボフォーズ 4cm（56口径）機関砲が連装砲架で4基が搭載された。更に1956年には10cm高角砲が減じられ、水上機施設を撤去してボフォーズ 4cm連装機関砲が6基追加された。

## 武装

### 主砲

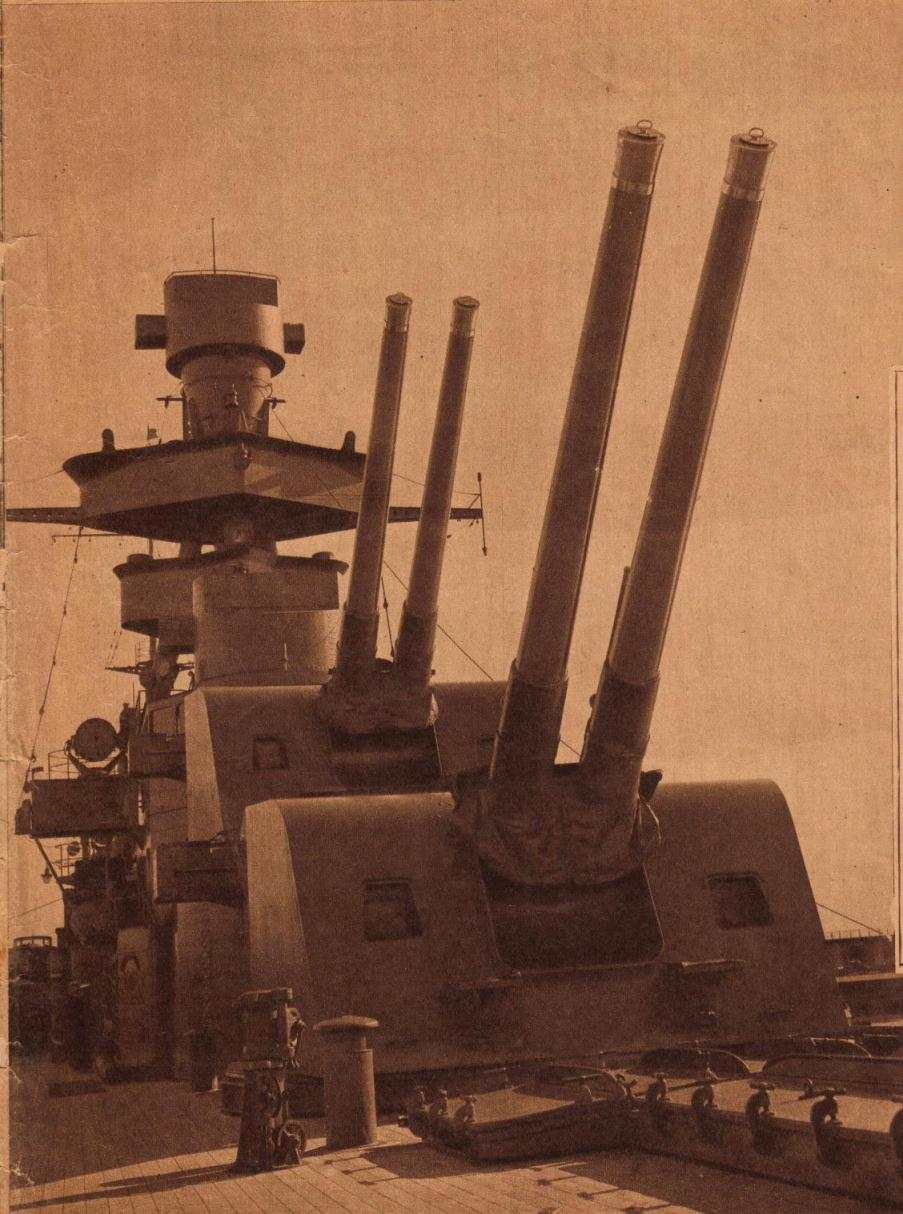
「アルミランテ・ブラウン」の主砲塔。

本級の主砲はOTO 1931年型 19cm（52口径）砲を採用した。砲身の設計はイギリスのエルズウィック社とビッカーズ社によるもので、製造はイタリアのオルランド・テルニ社で行われた。その性能は重量90.7kgの砲弾を仰角45度で27,300mまで届かせることが出来た。 砲塔の俯仰能力は仰角45度・俯角7度で、旋回角度は船体首尾線方向を0度として左右150度の旋回角度を持つ。装填形式は自由角度装填で仰角12度から俯角5度の間で装填が可能で発射速度は毎分3～5発であった。

### 高角砲、その他の備砲、水雷兵装
本級の高角砲はイタリアはオルランド・テルニ社製のOTO 1930年型 10.2cm（45口径）高角砲を採用した。14.6kg砲弾を仰角45度で14,950m、仰角80度で8,763mの高度まで到達できた。旋回と俯仰は電動と人力で行われ、360度旋回でき、俯仰は仰角85度・俯角5度であった。発射速度は毎分9発だった。これを連装砲架で片舷3基ずつ計6基を搭載した。
他に、高角砲を補助すべく近接戦闘用に英国軍艦に広く採用されている1930年型　Mark8  ポムポム砲(pom-pom gun)を単装砲架で8基を装備した。
水雷兵装として、53.3cm魚雷発射管を1本煙突と後檣の間の艦内に三連装発射管を片舷3門ずつ固定式配置で計3門を搭載し、発射時に円形のハッチを開けて射出した。

## 防御
本級の舷側装甲は機関部のみに50mm装甲が貼られ、弾薬庫の側面のみ70mm装甲だった。また甲板の防御は弾薬庫と機関部のみ25mm装甲が貼られるだけで弱体だった。また水線下の防御はトレント級と同様の弱点を抱えていた。主砲塔には50mmで薄かった。司令塔には最大で65mmの装甲が貼られた。

## 機関
本級では艦形の小型化のために機関が縮小化された。ボイラーはヤーロー式重油専焼水管缶を採用した。これを3つの区画に分けられたボイラー室に1室あたり2基ずつ計6基を搭載した。推進機関はパーソンズ式ギヤード・タービンを2室に分けられたタービン室に2基を搭載した。これで最大出力85,000馬力で速力32.5ノットを発揮した。本級は南太平洋での行動能力を持たせるため燃料の搭載量は原形よりも多い重油2,300トンを搭載した状態で14ノットで8,030海里を航行できるとされた。

## 同型艦
- ベインティシンコ・デ・マヨ（Veinticinco de Mayo）

イタリア、OTO社リヴォルノ造船所で1927年11月29日に起工、1929年8月11日に進水、1931年7月11日竣工。1960年3月24日に除籍後、解体処分。
- アルミランテ・ブラウン（Almirante Brown）

イタリア、OTO社セストリ・ポネンテ造船所で1927年10月27日起工、1929年9月28日進水、1931年7月18日に竣工。1961年6月27日除籍後、解体処分。

## 参考図書
- 「世界の艦船 1986年1月増刊号 近代巡洋艦史」（海人社）
- 「世界の艦船 2010年1月増刊号 近代巡洋艦史」（海人社）
- 「世界の艦船増刊　イタリア巡洋艦史」（海人社）
- 「歴史群像シリーズ 世界の重巡洋艦パーフェクトガイド」（学習研究社）